# Huoyanshan
Huoyanshan är en fornlämning i Kina. Den ligger i den autonoma regionen Xinjiang, i den nordvästra delen av landet, omkring 190 kilometer sydost om regionhuvudstaden Ürümqi. Huoyanshan ligger 224 meter över havet.
Runt Huoyanshan är det glesbefolkat, med 15 invånare per kvadratkilometer. Trakten runt Huoyanshan består till största delen av jordbruksmark.
Genomsnittlig årsnederbörd är 84 millimeter. Den regnigaste månaden är juni, med i genomsnitt 21 mm nederbörd, och den torraste är mars, med 2 mm nederbörd.